# Айзенхюттенштадт
Айзенхю́ттенштадт (нем. Eisenhüttenstadt, н.-нем. Iesenhüttenstadt, популярное сокращение — Хю́тте (нем. Hütte); с 1953 по 1961 — Сталинштадт) — город земельного подчинения в Германии, расположен в земле Бранденбург. Название буквально означает «город металлургических заводов».
Входит в состав района Одер-Шпре.  Занимает площадь 63,47 км². Официальный код — 12 0 67 120. Подразделяется на 4 городских района.

## География
Город стоит на Одере, близ границы с Польшей в Берлинско-Варшавской ледниковой долине и окружён хвойными лесами.

## История
Город был построен в 1950 году в ГДР. В 1953 году город в память И. В. Сталина был переименован в Сталинштадт (Сталинштадт-на-Одере, Шталинштадт, Шталинштадт-на-Одере). Город, называемый городом сталеваров, считался «первым социалистическим городом на немецкой земле», архитектура которого испытала влияние советского стиля. В ноябре 1961 года после XXII съезда КПСС город был переименован в Айзенхюттенштадт. Одновременно в его состав были включены древний — основанный в XIII веке — городок Фюрстенберг и близлежащая деревня Шёнфлисс.

## Население
| Год  | Население |
| ---- | --------- |
| 1990 | 51 151    |
| 1995 | 47 376    |
| 2000 | 41 493    |
| 2005 | 34 818    |
| 2010 | 31 132    |
| 2015 | 30 416    |
| 2020 | 23 373    |

## Известные уроженцы
- Пол Ван Дайк — немецкий музыкант, диджей; родился в городе.

## Города-побратимы
- Димитровград (Болгария)
- Дранси (Франция)
- Глогув (Польша)
- Зарлуи (Германия), с 1986 (первые города-побратимы ГДР и ФРГ; в настоящее время такие пары городов представляют собой редчайший случай побратимов в одном государстве).

## Галерея

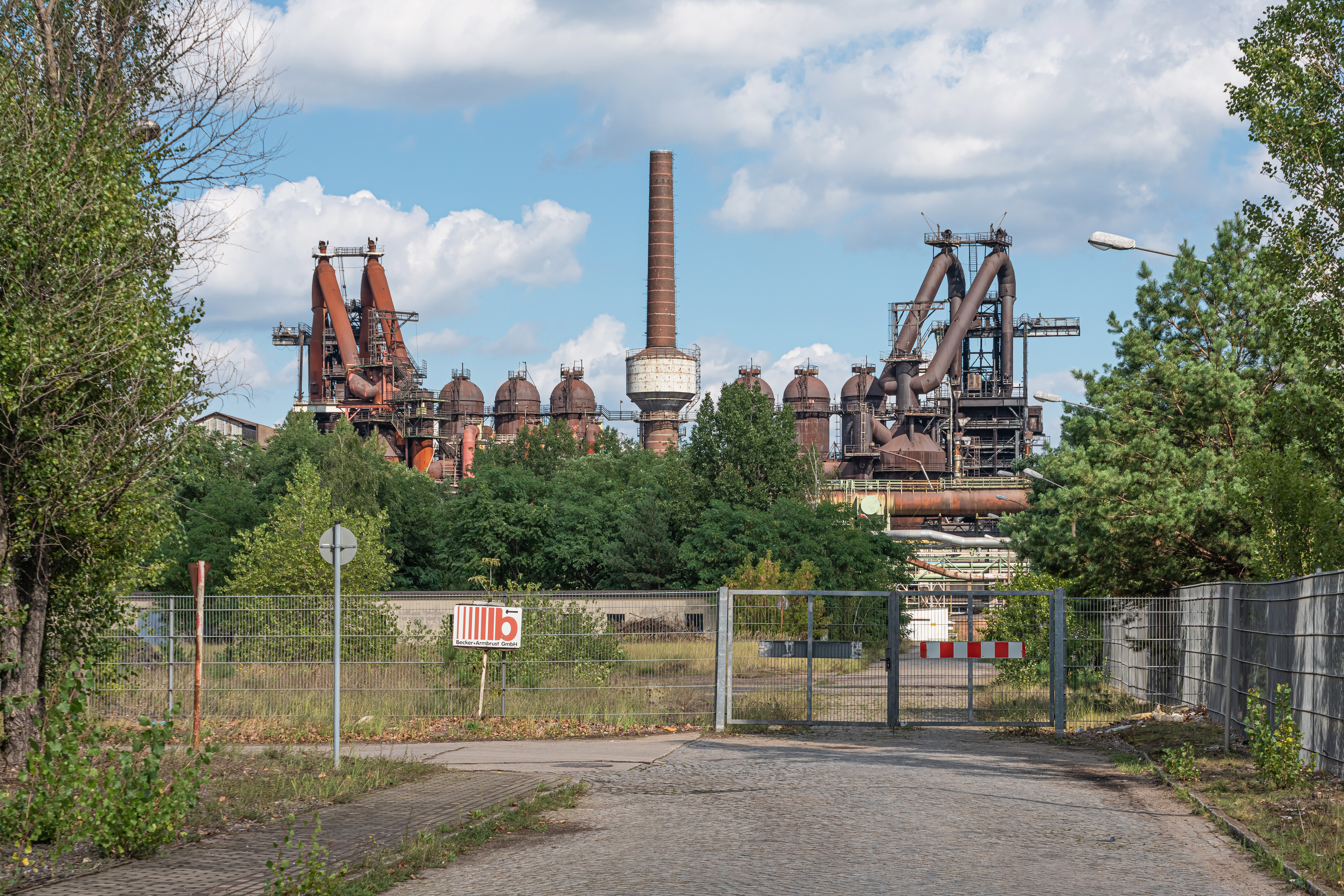
Вид на домну
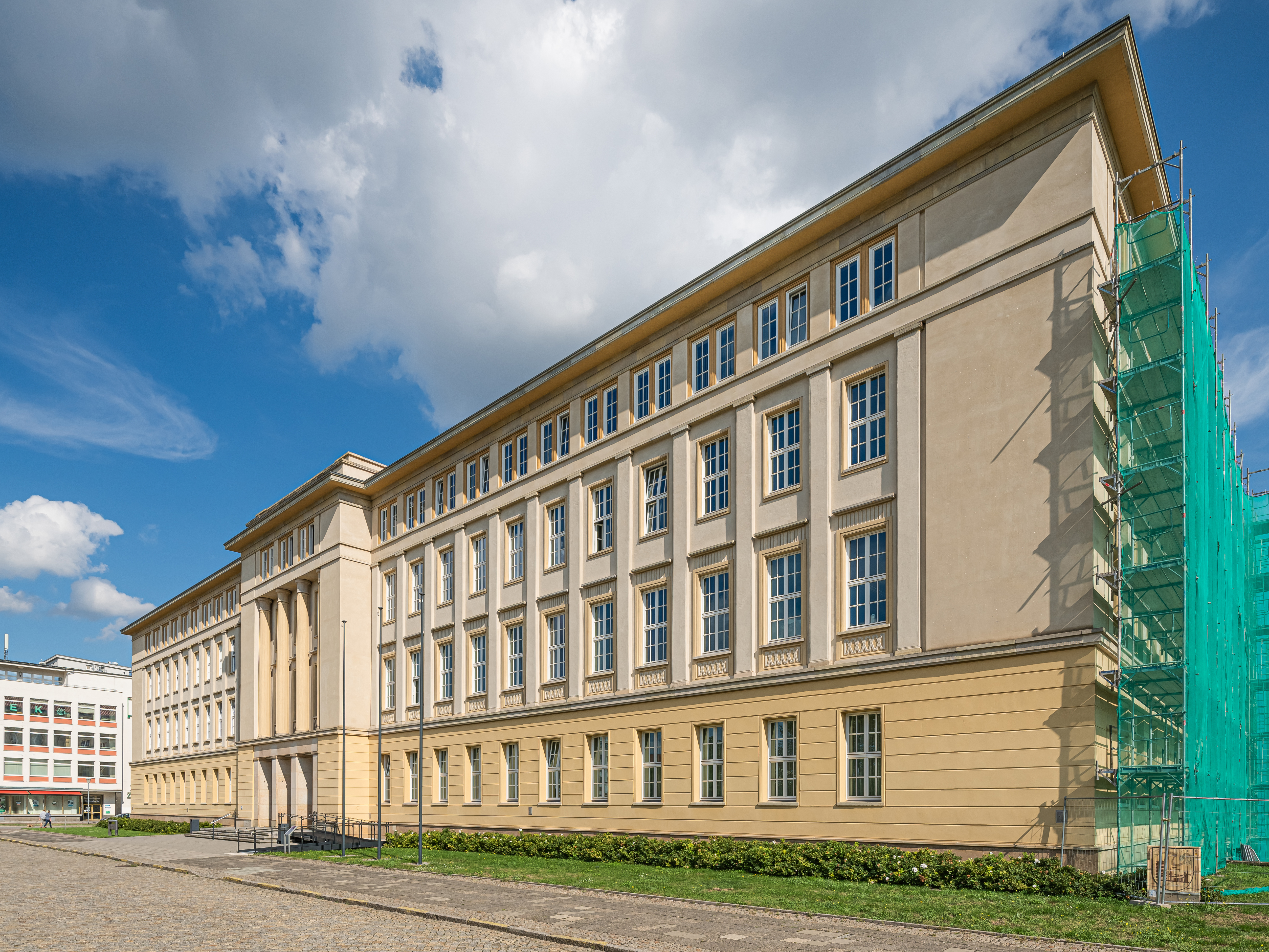
Ратуша
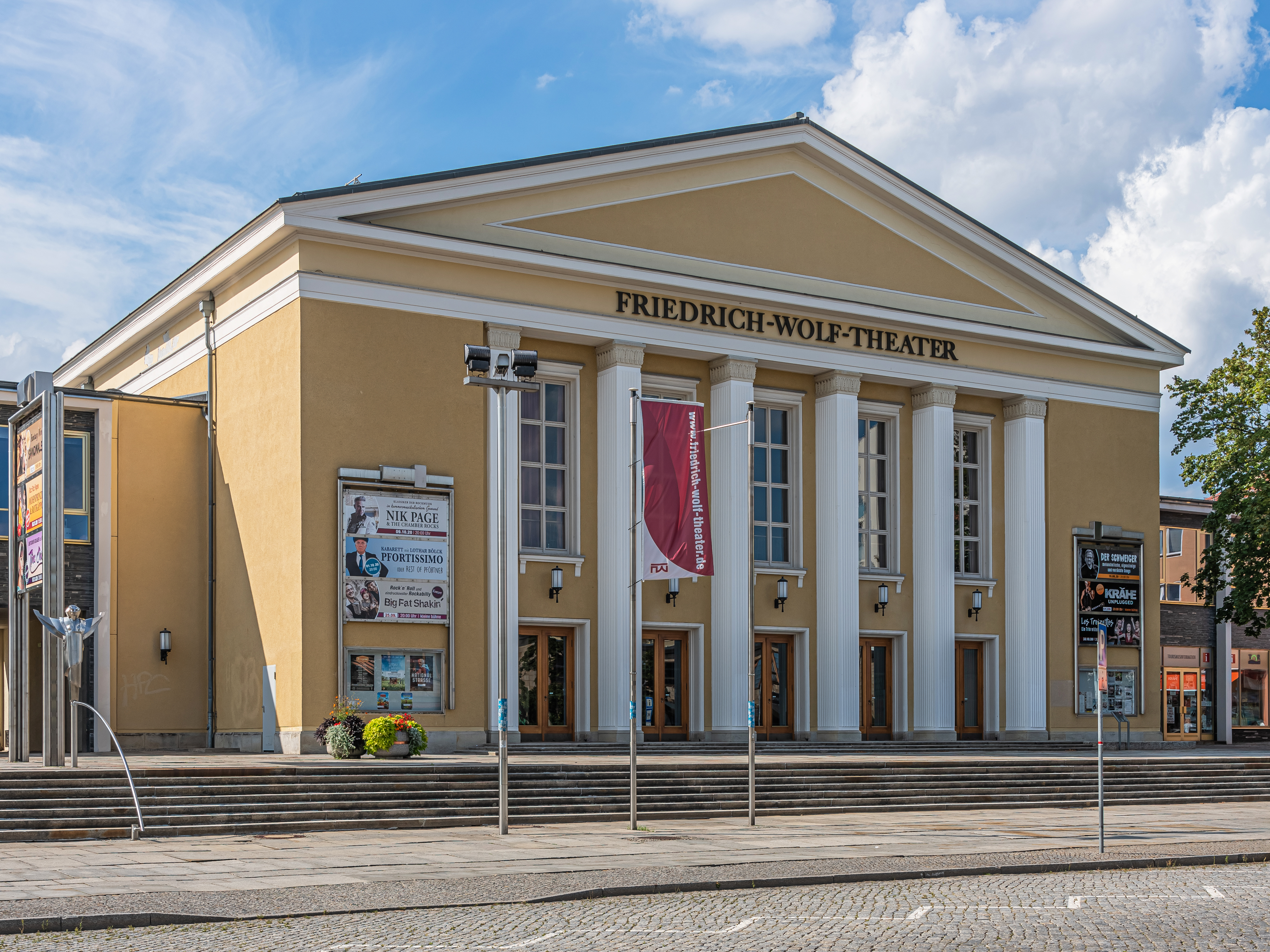
Театр Фридриха Вольфа